# Zárodečný epitel
Zárodečný epitel je epitel, který představuje místo dělení a dozrávání pohlavních buněk. Tvoří výstelku gonád (pohlavních žláz), kde probíhá spermatogeneze(vývoj pohlavních buněk).
Původní charakter epitelu, který produkuje pohlavní buňky, je zachován jen u muže (semenotvorné kanálky varlete).
Epitelové (folikulární) i vazivové buňky ovaria, které obklopují vyvíjející se oocyty, mají schopnost produkovat jen pohlavní hormony.